# 高田雅博
高田 雅博（たかた まさひろ、1964年4月12日 - ）は、日本のCMディレクター、映画監督。

## 略歴
広島県広島市佐伯区生まれ。演出家の土井裕泰は広島学院中学・高校の同級生。在学中8ミリ映画を共同制作したこともある。高校時代から映画館に通いつめまた大林宣彦監督の『転校生』の尾道のロケ現場にも行った。1989年上智大学文学部英文学科入学後も映画研究会に所属、映画に没頭し女性とはまったくの無縁だったという。卒業後、日本天然色映画（現ニッテン・アルティ）企画演出部入社。以後多数の作品を手がけ、国内外の広告賞も受賞するCMディレクター。1996年からフリー活動を開始。代表的なCMには、サントリー「なっちゃん」、Web連動CMのライフカードなどがある。同作品は2006年、第46回CMフェスティバル・テレビ部門グランプリを受賞した。同年羽海野チカの人気コミックを映像化した『ハチミツとクローバー』で劇場長編映画デビュー。

## 作品

### CM
- サントリー なっちゃん
- サントリー ボスセブン 「対談」篇
- セブン-イレブン
- たかの友梨ビューティクリニック 「ココロのウサギ」篇（出演 篠原ともえ）
- JR東日本 山形新幹線 「温泉新幹線」篇
- 朝日新聞 企業 「穴掘り篇」（出演 稲垣吾郎）
- KDDI DION 「ミュージカル」篇
- 明治製菓 XYLISH （出演 福山雅治）
- ライフ ライフカード 「カードの切り方が人生だ」シリーズ（出演 オダギリジョー 本田博太郎 桜井幸子 忍成修吾など）
- タワーレコード 企業 「牛丼屋」篇（2004年）
- ダイワハウス 企業 「細胞」篇（2005年 出演 寺尾聰）
- ダイワハウス 企業 「お菓子の家」篇（2006年）
- 集英社 ナツイチ 「なんでもないきょうといういちにち」篇（2006年 出演 蒼井優）
- 読売新聞 ヨリモ 「アイドル」篇（2006年 出演 多部未華子）
- WOWOW 蒼井優と4つの嘘 「人生って嘘みたい」篇（2008年 出演 蒼井優）
- 日本中央競馬会 JRA企業 「クラブケイバ」シリーズ（2008年 出演 蒼井優 佐藤浩市 大泉洋 小池徹平）
- サントリー ザ・サントリーオールド 「娘の帰郷」篇（2008年）

### 映画
- 「ハチミツとクローバー」（2006年 出演 櫻井翔 蒼井優 伊勢谷友介）

### テレビドラマ
- 「SMAP×SMAP特別編 Smap Short Films」"good-bye, cruel world"（2001年、フジテレビ）
- 「蒼井優×4つの嘘 カムフラージュ」 第1章<全3話>（2008年、WOWOW）
- 「太宰治短編小説集3」"お伽草紙〜カチカチ山〜"（2010年、NHK-BS2）出演：満島ひかり、皆川猿時、菅原永二

### PV
- L'Arc〜en〜Ciel 「Pieces」（1999年）
- bump.y『卒業までに…』（2011年）

### ネット配信
- XYLISH「HA HA HA! FILMS」（出演 福山雅治）
- ライフカード「カードの切り方が人生だ」（出演 オダギリジョー 本田博太郎）